# Круглова, Зинаида Михайловна
Зинаи́да Миха́йловна Кругло́ва (26 октября 1923, Петроград — 12 декабря 1995 год, Москва) — советский государственный и партийный деятель.

## Биография
Родилась 26 октября 1923 года в Петрограде. Русская.
С 1941 года сборщица на заводе «Северный пресс».
В 1942—1945 годах — в Красной Армии, участница Великой Отечественной войны – боец, командир отделения, политрук роты, комсорг батальона МПВО в Ленинграде. Член ВКП(б) с 1944 года. 
В 1951 году окончила Ленинградский институт авиационного приборостроения (ныне — ГУАП).
В 1951—1954 годах — на преподавательской работе.
С 1954 года — на партийной работе в Ленинграде: секретарь партбюро, секретарь, второй секретарь Московского райкома КПСС, первый секретарь Фрунзенского райкома КПСС Ленинграда (1960—1963), заместитель заведующего, заведующий отделом Ленинградского горкома КПСС.
В 1963—1968 годах — секретарь Ленинградского горкома КПСС.
В 1968—1974 годах — секретарь Ленинградского обкома КПСС.
В 1974—1975 годах — заместитель министра культуры СССР.

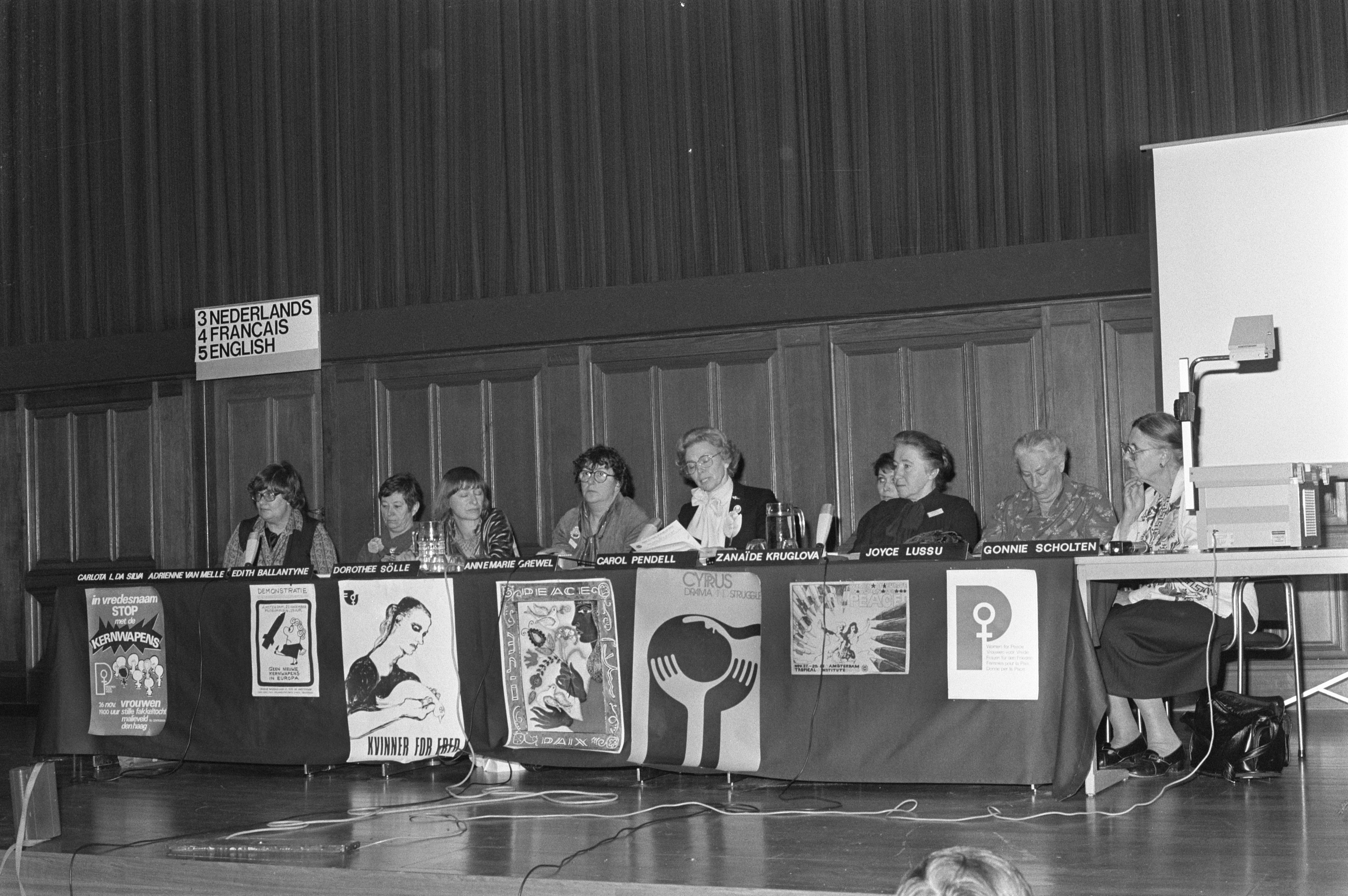
На конференции в Амстердаме, 1981 г. (третья справа)

В 1975—1987 годах — председатель президиума Союза советских обществ дружбы и культурных связей с зарубежными странами.
```
Член 
ЦК КПСС
 в 1976–1989. Член 
ЦРК КПСС
 в 1966–1976. Депутат 
Совета Союза
 
Верховного Совета СССР
 в 1974–1989 от 
Могилёвской области
.
```

В 1976—1989 годах — член Центрального Комитета КПСС.
С 1987 года — на пенсии.
Ушла из жизни 12 декабря 1995 года.

## Награды
- орден Ленина (6 мая 1981)
- орден Октябрьской Революции (9 сентября 1971)
- два ордена Отечественной войны 2-й степени (11 марта 1985; 31 августа 1994)[1][2]
- два ордена Трудового Красного Знамени (13 июня 1966; 25 октября 1983)
- орден Дружбы народов (25 октября 1973)
- орден «Знак Почёта» (21 июня 1957)